# PABPC1L2B
PABPC1L2B (англ. Poly(A) binding protein cytoplasmic 1 like 2A) – білок, який кодується однойменним геном, розташованим у людей на довгому плечі X-хромосоми. Довжина поліпептидного ланцюга білка становить 200 амінокислот, а молекулярна маса — 22 799.
| 10         |  | 20         |  | 30         |  | 40         |  | 50         |
| ---------- |  | ---------- |  | ---------- |  | ---------- |  | ---------- |
| MASLYVGDLH |  | PEVTEAMLYE |  | KFSPAGPILS |  | IRICRDKITR |  | RSLGYAYVNY |
| QQPVDAKRAL |  | ETLNFDVIKG |  | RPVRIMWSQR |  | DPSLRKSGVG |  | NVFIKNLGKT |
| IDNKALYNIF |  | SAFGNILSCK |  | VACDEKGPKG |  | YGFVHFQKQE |  | SAERAIDVMN |
| GMFLNYRKIF |  | VGRFKSHKER |  | EAERGAWARQ |  | STSADVKDFE |  | EDTDEEATLR |
|            |  |            |  |            |  |            |  |            |

A: Аланін

C: Цистеїн

D: Аспарагінова кислота

E: Глутамінова кислота

F: Фенілаланін

G: Гліцин

H: Гістидин

I: Ізолейцин

K: Лізин

L: Лейцин

M: Метіонін

N: Аспарагін

P: Пролін

Q: Глутамін

R: Аргінін

S: Серин

T: Треонін

V: Валін

W: Триптофан

Білок має сайт для зв'язування з РНК. 